# Mastigoproctus lacandonensis
Espèce
Mastigoproctus lacandonensis est une espèce d'uropyges de la famille des Thelyphonidae.

## Distribution
Cette espèce est endémique du Chiapas au Mexique. Elle se rencontre vers Ocosingo.

## Étymologie
Son nom d'espèce, composé de lacandon et du suffixe latin -ensis, « qui vit dans, qui habite », lui a été donné en référence au lieu de sa découverte, la Selva Lacandona.

## Publication originale
- Ballesteros & Francke, 2006 : Mastigoproctus lacandonensis, especie nueva de vinagrillo (Thelyphonida, Arachnida) de la selva Lacandona, Chiapas, Mexico. Entomología Mexicana, vol. 5, p. 156-161.